# Mangaldai
Mangaldai (o Mangaldoi) è una suddivisione dell'India, classificata come municipal board, di 23.854 abitanti, capoluogo del distretto di Darrang, nello stato federato dell'Assam. In base al numero di abitanti la città rientra nella classe III (da 20.000 a 49.999 persone).

## Geografia fisica
La città è situata a 26° 25' 60 N e 92° 1' 60 E e ha un'altitudine di 33 m s.l.m..

## Società

### Evoluzione demografica
Al censimento del 2001 la popolazione di Mangaldai assommava a 23.854 persone, delle quali 12.476 maschi e 11.378 femmine. I bambini di età inferiore o uguale ai sei anni assommavano a 2.587, dei quali 1.323 maschi e 1.264 femmine. Infine, coloro che erano in grado di saper almeno leggere e scrivere erano 19.226, dei quali 10.592 maschi e 8.634 femmine.